# 페르소나 5 택티카
《페르소나 5 택티카》(ペルソナ5 タクティカ, P5T)는 2023년 아틀러스에서 개발 및 배급한 전략 롤플레잉 게임이다. 택티카는 《여신전생》 프랜차이즈의 일부인 《페르소나》 시리즈의 한 작품이다. 페르소나 5 택티카는 《페르소나 5》(2016년)의 3학기 이후 시기를 배경으로 진행되며, 마음의 괴도단이 전쟁과 억압으로 가득 찬 이세계로 이동하여 "혁명군"이라는 자유 투사 집단과 동맹을 맺고, "레기온"이라는 적에 맞서 혁명을 일으키며 이세계의 미스터리한 기원의 진실을 밝혀내는 과정을 그린다. 게임플레이는 그리드 기반 이동, 무기 상성 시스템, 턴제 전투 등 전략 RPG의 일반적인 관례를 따르며, 페르소나 소환 및 융합, 원소 상성 등 페르소나 시리즈의 여러 주요 게임플레이 메커니즘도 같이 사용한다.
페르소나 5 택티카는 아틀러스에서 페르소나 시리즈 내에서 전략 롤플레잉 장르의 게임을 만들고자 하는 열망과 함께, 배급사의 유사 장르 게임에 대한 과거 경험, 그리고 해당 장르와 페르소나 5의 확립된 세계관 간의 연관성을 활용하여 개발에 착수했다.
페르소나 5 택티카는 2023년 11월 17일 닌텐도 스위치, 플레이스테이션 4, 플레이스테이션 5, Windows, 엑스박스 원, Xbox Series X/S로 출시되었다. 추가 스토리 챕터인 "Repaint Your Heart"는 같은 날 다운로드 가능 콘텐츠(DLC)로 출시되었다.

## 게임 플레이

트라이뱅글 공격을 준비하는 캐릭터 스크린샷

페르소나 5 택티카는 전략 롤플레잉 비디오 게임으로, 플레이어는 최대 세 명의 캐릭터로 이루어진 파티를 조작하여 적 유닛으로 채워진 그리드 기반 맵에서 턴제 전투를 통해 직접 대결한다. 플레이어가 전투에 투입할 수 있는 아군 유닛은 마음의 괴도단의 주요 멤버와 혁명군의 리더 '엘'로 구성된다. 캐릭터는 전투 중 엄폐하여 받는 피해량을 줄이거나 완전히 막을 수 있다. 그리드를 탐색하는 동안 언제든지 캐릭터는 행동을 취하거나 턴을 일찍 종료하여 다음 턴에 이로운 효과를 얻을 수 있다. 캐릭터는 근접 물리 공격으로 적을 그리드 주변으로 밀어낼 수 있다. 캐릭터의 총공격은 멀리서 적을 맞출 수 있으며, 일부 캐릭터는 한 번의 사격으로 여러 적을 맞출 수 있다. 마음의 괴도단은 전투 중에 페르소나를 소환하여 SP(스킬 포인트)를 소모하여 다양한 스킬을 사용할 수 있다. 페르소나 5의 전투 시스템과 유사하게 스킬은 다양한 원소 상성을 가지지만, 택티카에서는 서로 다른 원소가 적을 다른 방식으로 이동하게 만들 수 있다. 캐릭터가 엄폐하지 않은 적을 공격하면 적은 다운되고 캐릭터는 "1 More" 턴을 얻어 명령을 선택할 수 있다. 적 유닛이 최소 하나 이상 다운되고 아군 유닛 셋이 그리드 위에서 삼각형 대형으로 둘러싸이면, 플레이어는 삼각형 내의 모든 적에게 상당한 피해를 입히는 특별한 "트라이뱅글" 공격을 시작하라는 프롬프트를 받는다.
플레이어는 추가 페르소나를 수집하고 이를 어떤 다른 캐릭터에게든 서브 페르소나로 장착하여 추가 스킬을 부여할 수 있다. 이 페르소나는 전투 보상으로 얻거나 여러 페르소나를 합체하여 얻을 수 있다.

## 줄거리

### 메인 스토리
《페르소나 5》(2016년)의 사건 도중, 마음의 괴도단이 얄다바오트를 물리치고 이세계 능력을 잃은 후, 슈진 고등학교 졸업 준비를 위해 다같이 카페 르블랑에 모인다. TV에서는 저명한 정치인이자 일본 국회 의원인 카스카베 토시로가 실종되었다는 뉴스 보도가 나왔고, 그의 행방에 대한 단서는 풀리지 않았다.
갑자기 괴도단은 폭군 마리가 지배하는 이세계, 중세 유럽과 유사한 왕국으로 이동하게 되는데, 마리는 마음의 괴도단을 쉽게 제압하고 거의 모두를 세뇌하여 자신을 섬기게 만든다. 조커와 모르가나가 항복하려던 순간, 그들은 혁명군으로 알려진 자유 투사 집단의 리더 엘에게 구출되어 동맹을 맺고, 엘은 폭군으로 알려진 레기온의 권위적인 통치로부터 이 세계를 해방시키기 위한 혁명을 도모하겠다고 맹세한다. 마리의 성을 습격하여 기억상실에 시달리는 인질 토시로를 구출하고, 마리의 손아귀에서 나머지 괴도단을 구출한다. 마리의 군대와의 싸움을 통해 토시로의 과거가 드러나는데, 괴도단은 폭군 마리가 토시로를 사회에서 출세하기 위한 꼭두각시처럼 다루었던 토시로의 지배적인 약혼자 마리 안토라는 사실을 알게 된다. 토시로는 마리에 맞설 용기를 내고, 그 결과 마리는 패배한다.
괴도단은 집으로 돌아가려 하지만, 대신 온화한 지도자인 척하는 요시키 경이 지배하는 에도 시대와 유사한 왕국에 도착한다. 일행은 유키라는 여성의 도움을 받고, 요시키의 군대와의 싸움이 진행됨에 따라 요시키 경이 바로 토시로의 엄격한 아버지인 카스카베 요시키이며, 그 역시 아들을 학대할 정도로 엄하게 키운 부패한 정치인이었다는 사실이 밝혀진다. 이 사실과 마리가 토시로와 연결되어 있다는 점은 괴도단이 자신들이 이동한 세계가 토시로의 인식에 기반하고 있다는 것을 깨닫게 한다. 요시키와의 마지막 대결에서 유키는 토시로의 죽은 어머니임이 밝혀지고, 유키는 토시로를 구하고 요시키를 물리치기 위해 자신을 희생한다.
괴도단은 토시로가 이전에 다녔던 고등학교를 모델로 한 세 번째 왕국으로 이동한다. 괴도단이 집으로 돌아갈 수 있는 문을 찾기 위해 학교를 가로지르면서, 토시로와 그의 전 학급 친구이자 학생회 동료였던 나츠하라 에리와의 과거가 드러난다. 나카바치 이치로 부교장의 학대와 협박에 대한 보고가 있은 후, 두 사람은 그의 희생자를 모아 부교장의 범죄를 폭로하려 했다. 그러나 학생의 반란은 나카바치가 그에게 피해를 입지 않은 일부 학생을 포함한 린치 군중의 표적이 되게 만들었다. 이로 인해 미쳐버린 나카바치는 에리와 토시로를 기차역까지 스토킹하여 에리를 선로로 밀어 넣었다. 에리는 심하게 다치긴 했지만 살아남았고, 싸울 의지를 잃었다. 에리와 에리나의 유사성이 이 때 괴도단에게 지적된다. 왕국의 지배자가 나카바치라고 가정했지만, 괴도단은 곧 신비로운 지배자가 완전히 다른 사람이며, 그가 에리나를 납치했다는 사실을 알게 된다.
에리나를 구하려던 중, 파티는 왕국의 진정한 지배자가 섀도우 토시로이며, 그는 토시로에게 그러한 트라우마와 실망을 안겨준 에리에 대한 죄책감과 분노로 사로잡혀 있으며, 이제 에리에 대한 인지적 기반을 가진 에리나를 제거하려 한다는 것이 밝혀진다. 지배자의 계략으로 절망에 빠진 토시로는 다친 에리가 자신에게 반란을 이끌고 진실을 폭로해 준 것에 대해 희생자가 감사했다고 말했고, 에리는 그 결과에도 불구하고 자신의 행동을 후회하지 않았으며, 오히려 토시로에게 자신이 따라잡을 때까지 계속 싸우라고 격려했다는 것을 기억한다. 토시로의 새로운 결심과 함께, 에리나는 마침내 새로운 자유를 얻고 각성하면서 토시로의 페르소나인 에르네스토로 변신하여 그림자 토시로를 물리친다.
그러나 섀도우 토시로의 죽음은 조종자인 살마엘 신적 폭군의 주의를 끌게 되는데, 그는 토시로의 내면의 반란을 억압하여 강제로 평화 시대를 가져오려 했다. 살마엘은 괴도단에게 그들의 기억과 페르소나를 대가로 집으로 돌아갈 방법을 제안하지만, 괴도단은 그 제안을 거절하고 그를 물리친다. 이제 집으로 돌아갈 수 있게 된 괴도단은 에리나와 감정적으로 헤어져야 하는데, 에리나는 토시로 자신의 마음의 일부이므로 그의 인지 세계를 떠날 수 없다며 괴도단에게 작별을 고한다.
현실 세계로 돌아온 괴도단은 토시로가 정치판에서 철수하고 기자회견에서 아버지와 약혼자의 범죄를 폭로했다는 것을 알게 된다. 그들은 토시로로부터 전화를 받는데, 그는 자신을 위해 해준 모든 것에 대한 존경과 감사를 표하고 협력해 준 것에 감사하며, 언젠가 다시 만나기를 바란다고 말한다. 반란이 마침내 끝나고, 토시로는 사회 개선에 중점을 두고 새로운 정치 여정을 시작할 것을 맹세한다.
크레딧 후 장면에서는 토시로가 병원으로 가서 회복된 에리와 재회하는 모습이 그려지는데, 에리는 이제 지팡이를 짚고 있으며 마침내 그를 따라잡았다고 말한다.

### "Repaint Your Heart" 편
거리 예술가 게르니카는 밤새 정부 건물에 시위 예술 작품을 그렸다. 조커의 페르소나를 묘사한 벽화가 동네에 그려지자, 조커와 아케치 고로, 요시자와 카스미는 조사에 착수하고 더 스트리츠라는 도시의 이세계 차원으로 이동한다. 더 스트리츠에서 가면을 쓴 여인과 그녀의 앵무새가 즐겁게 학살을 저지른다. 어린 소녀 루카는 조커, 아케치, 카스미를 구출한다. 루카는 그 여인이 게르니카이며, 그녀의 첫 선언 작품이 부서지자 마음속 세계인 더 스트리츠에서 폭력적으로 변한 활동가라고 설명한다. 루카는 게르니카가 마지막 침착한 순간에 도움을 얻기 위해 이 세명을 더 스트리츠로 데려왔다고 말한다.
트리오가 게르니카의 선언 작품의 부품을 회수하는 동안, 그들은 그녀의 앵무새 제리에게 방해받는데, 제리는 폭력이 게르니카의 소원이라고 주장한다. 게르니카가 나타나 트리오와 싸우는데, 이들은 루카를 알아보지 못한다. 게르니카는 작품의 일부를 목격하고 약해지며, 루카를 자신의 언니로 인식한다. 진짜 루카는 몇 년 전에 죽었으며, 게르니카가 기억하는 어린 루카는 조커, 아케치, 카스미를 인도하고 있었다. 어린 시절, 게르니카와 루카는 함께 선언 작품을 만들었다.
게르니카는 후퇴하여 자신이 한 일을 숙고하기 시작하지만, 제리는 그녀가 약해진 상태에서 현재 상황에 대한 분노를 일반 대중에게 돌리도록 더욱 조작한다. 제리는 게르니카를 현실 세계에서 풀어놓을 계획이었다. 조커, 아케치, 카스미, 루카는 게르니카의 선언 작품의 마지막 부분을 회수한다. 루카는 게르니카에게 사람들을 옹호하려는 원래의 이상을 상기시키고 사라진다. 이로서 게르니카는 본래의 자신으로 돌아와 제리를 물리친다. 트리오는 현실 세계로 돌아와 기억을 잃고, 게르니카는 현실 세계에서 시위 예술 작품을 계속 만들며, 제리는 자신의 상관에게 말한 후 사라진다.

## 개발
페르소나 5 택티카는 2023년 6월 Xbox 게임 쇼케이스에서 발표되었다. 게임 공개에 맞춰 주간 패미통은 게임에 참여한 여러 스태프와 인터뷰를 게재했다. 게임의 감독 마에다 나오야, 프로듀서 와다 카즈히사, 비즈니스 프로듀서 노무라 아츠시와 진행된 첫 인터뷰에서는 페르소나 테마의 전략 게임을 제작하게 된 동기에 대한 세부 정보가 공개되었는데, 와다는 택티카가 "시리즈의 가능성을 확장"할 잠재력이 있다고 언급했으며, 페르소나 5 캐릭터로 새로운 이야기를 하고자 하는 개인적인 열망도 밝혔다. 마에다는 또한 전략 롤플레잉 게임에 익숙하지 않거나 능숙하지 않은 일반 플레이어에게도 게임이 접근하기 쉽도록 전투 그리드에서 아군과 적군의 장점과 약점을 쉽게 파악할 수 있도록 강조했다고 밝혔다. 페르소나 5 보컬 이나이즈미 린은 아틀러스 사운드 팀 멤버 코니시 토시키가 작곡한 게임 사운드트랙에 새로운 테마를 기여했다. 코니시는 게임 사운드트랙 전반에 걸쳐 유사한 가사와 리프를 사용하여 노래가 "서로 연결된 느낌"을 주도록 만들었다. 게임의 전투 음악은 플레이어가 방해받지 않도록 과도하게 고조되지 않게 만들어졌다.
와다는 아틀러스가 이전에 《데빌 서바이버》(2009)와 《데빌 서바이버 2》(2011) 등 해당 장르의 게임을 제작한 경험이 있음에도 불구하고 페르소나 시리즈에 전술 기반 게임이 없었기 때문에 택티카를 제작하고 싶었다고 밝혔다. 노무라도 이 의견에 동의하며, 잠입이나 유리한 지점에서 적의 행동을 관찰하는 것과 같은 마음의 괴도단의 특징적인 특성과 게임플레이 요소가 장르와 잘 어울린다고 생각하며, 적과 아군 유닛 간의 높이 차이가 있는 맵을 예시로 들었다. 와다는 "캐릭터를 직접 이동시키면서, 공격받기 어렵거나 다른 캐릭터와 협력하기 쉬운 위치를 찾을 수 있습니다. 그래서 어느새 전략을 짜게 될 것입니다."라고 설명했다. 캐릭터 재설계가 확정되기 전 개발 초기 단계에서 팀은 《페르소나 Q2 뉴 시네마 래버린스》(2019)의 마음의 괴도단 모델을 사용하여 게임을 프로토타이핑한 후 아트 방향을 결정했다. 그러나 페르소나 Q 게임과의 유사한 아트 스타일에도 불구하고, 캐릭터 디자이너 오리베 하나코는 캐릭터의 다른 모습에서의 원래 비율을 유지하면서 손과 발을 과장하는 데 더 중점을 둔 결정이 만화책과 더 유사한 모습을 만들었다고 느꼈다. 마에다 나오야 감독은 게임의 카메라 앵글이 표준 캐릭터 비율을 "거의 막대인간처럼 보이게" 할 것이므로 캐릭터 재설계가 필요했다고 밝혔다.

## 출시
페르소나 5 택티카는 2023년 11월 17일 닌텐도 스위치, 플레이스테이션 4, 플레이스테이션 5, Windows, 엑스박스 원, Xbox Series X/S로 출시되었다. 또한 엑스박스 게임 패스에서도 출시되었다. 스탠다드 에디션 외에도 디지털 디럭스 에디션이 제공되며, 기본 게임과 인게임 추가 요소, 게임의 출시일에 공개된 다운로드 가능 콘텐츠 (DLC) 챕터인 "Repaint Your Heart"에 즉시 접근할 수 있는 번들로 구성된다. 2023년 11월 8일에는 스팀 마켓플레이스에 실수로 출시되었다가 약 20분 후에 수정되었으며, 이 기간 동안 게임을 다운로드한 사람들은 게임을 완전히 플레이할 수 있었다.

### 다운로드 가능 콘텐츠
게임은 추가 DLC와 함께 출시되었다. 페르소나 5 택티카의 첫 출시 복사본에는 조커가 전투에서 사용할 수 있는 두 개의 추가 페르소나, 이자나기 피카로와 오르페우스 피카로가 미리 로드되어 있었다. "Repaint Your Heart"라는 추가 스토리 시나리오가 출시 당일부터 독립적으로 구매할 수 있으며, 게임의 디지털 디럭스 에디션에 포함되어 제공되었다. 이 챕터는 페르소나 5와 페르소나 5 로열에서 돌아온 캐릭터 아케치 고로와 요시자와 카스미를 특징으로 하는 새로운 서사와 리믹스된 전투 요소를 도입한다.

## 평가
페르소나 5 택티카는 리뷰 애그리게이터 웹사이트 메타크리틱에 따르면 비평가들로부터 "대체로 호의적인" 평가를 받았다.
평론가들은 대체로 게임의 억압에 대한 반항이라는 주제를 칭찬했지만, 폴리곤과 RPGFan은 각각 실행이 "안전한 길을 택했다"고 "공허하게 울린다"고 평가했다.
11월 13일부터 19일까지 택티카는 일본에서 최소 49,928장의 실물 판매량을 기록했다.